# Distretto di Tap Khlo
Il distretto di Thap Khlo (in thailandese: ทับคล้อ) è un distretto (amphoe) della Thailandia, situato nella provincia di Phichit.